# Ligue des champions masculine de l'EHF 2005-2006
Navigation
Ligue des champions 2004-2005 Ligue des champions 2006-2007
La saison 2006-2007 de la Ligue des champions masculine de l'EHF est la 46e édition de la compétition, anciennement Coupe d'Europe des clubs champions. Organisée par l'EHF, elle met aux prises 16 équipes européennes.
Cette édition a vu le BM Ciudad Real remporter son premier titre aux dépens du Portland San Antonio et succède au FC Barcelone.

## Présentation

### Formule
Sept équipes se sont qualifiées par le biais d'un tour préliminaire au début du mois de septembre et ont rejoint les 25 déjà qualifiées en fonction du classement de leur pays réalisé à partir des performances des années précédentes. Les 32 équipes sont alors réparties dans huit groupes de quatre, où elles disputent un championnat à 6 journées. Les deux premiers de chaque groupe sont qualifiés pour la phase finale.
À partir de cette phase, tous les matchs se disputent en match aller et retour : huitièmes de finale, quarts de finale, demi-finales et finale.

### Participants
| 1er | FC Barcelone           |  |  |
| 2e  | BM Ciudad Real         |  |  |
| 3e  | Portland San Antonio   |  |  |
| 4e  | Ademar León            |  |  |
|     | Allemagne              |  |  |
| 1er | THW Kiel               |  |  |
| 2e  | SG Flensburg-Handewitt |  |  |
| 3e  | SC Magdebourg          |  |  |

|     | France               | Hongrie        | Slovénie        | Danemark            |
| --- | -------------------- | -------------- | --------------- | ------------------- |
| 1er | Montpellier Handball | Veszprém KSE   | Gorenje Velenje | Kolding IF Håndbold |
| 2e  | Paris Handball       | SC Pick Szeged | RK Celje        | Aarhus Håndbold     |

|     | Croatie          | Italie           | Macédoine            | Pologne     | République tchèque |
| --- | ---------------- | ---------------- | -------------------- | ----------- | ------------------ |
| 1er | RK Zagreb        | SC Merano        | RK Pelister Bitola   | Wisła Płock | HC Baník Karviná   |
|     | Russie           | Slovaquie        | Suisse               | Suède       | Ukraine            |
| 1er | Medvedi Tchekhov | HT Tatran Prešov | Kadetten Schaffhouse | IK Sävehof  | ZTR Zaporijia      |

| - Autriche : A1 Bregenz - Belgique : HCE Tongeren - Biélorussie : HC Meshkov Brest - Bosnie-Herzégovine : HRK Izviđač Ljubuški - Finlande : Sjundeå IF - Grèce : Athinaïkós - Islande : Haukar Hafnarfjörður | - Lituanie : HC Granitas Kaunas - Luxembourg : HC Berchem - Norvège : Sandefjord TIF - Pays-Bas : HV KRAS/Volendam - Roumanie : Dinamo Bucarest - Serbie-et-Monténégro : RK Vojvodina Novi Sad - Turquie : Beşiktaş JK |

## Tour préliminaire
Les quatorze équipes sont toutes championnes de leur pays, et sur tous les clubs, seuls sept rejoindront les vingt-cinq autres en phase de groupe. Les matchs allers se sont disputés du 3 au 4 septembre 2005 et les matchs retours du 9 au 11 septembre.
| Équipe                | Aller   | Total   | Retour  | Équipe               |
| --------------------- | ------- | ------- | ------- | -------------------- |
| RK Vojvodina Novi Sad | 29 - 31 | 54 - 66 | 25 - 35 | A1 Bregenz           |
| HC Berchem            | 25 - 34 | 48 - 67 | 23 - 33 | Haukar Hafnarfjörður |
| Beşiktaş JK           | 34 - 41 | 70 - 76 | 36 - 35 | Dinamo Bucarest      |
| HV KRAS/Volendam      | 21 - 29 | 46 - 57 | 25 - 28 | Athinaïkós           |
| HRK Izviđač Ljubuški  | 36 - 22 | 68 - 49 | 32 - 27 | Sjundeå IF           |
| HCE Tongeren          | 29 - 31 | 53 - 62 | 24 - 31 | HC Granitas Kaunas   |
| Sandefjord TIF        | 27 - 31 | 48 - 57 | 21 - 26 | HC Meshkov Brest     |

## Phase de groupes

### Légende
| Légende pour le classement - Qualification pour les huitièmes de finale - Reversé en huitièmes de finale de la Coupe des coupes (C2) - Éliminé | Légende pour les scores - Équipe à domicile victorieuse - Match nul - Équipe à l'extérieur victorieuse |

### Groupe A
|   | Équipe               | Pts | J | G | N | P | Bp  | Bc  | Diff |  | Résultats (dom.\ext.) |       |       |       |       |
| - | -------------------- | --- | - | - | - | - | --- | --- | ---- |  | --------------------- | ----- | ----- | ----- | ----- |
| 1 | Montpellier Handball | 8   | 6 | 4 | 0 | 2 | 182 | 170 | 12   |  | Montpellier Handball  |       | 29-24 | 36-29 | 33-24 |
| 2 | SC Magdebourg        | 8   | 6 | 4 | 0 | 2 | 191 | 169 | 22   |  | SC Magdebourg         | 32-28 |       | 37-28 | 37-27 |
| 3 | Medvedi Tchekhov     | 6   | 6 | 3 | 0 | 3 | 192 | 184 | 8    |  | Medvedi Tchekhov      | 35-28 | 25-30 |       | 40-23 |
| 4 | A1 Bregenz           | 2   | 6 | 1 | 0 | 5 | 162 | 204 | -42  |  | A1 Bregenz            | 26-28 | 32-31 | 30-35 |       |

### Groupe B
|   | Équipe      | Pts | J | G | N | P | Bp  | Bc  | Diff |  | Résultats (dom.\ext.) |       |       |       |       |
| - | ----------- | --- | - | - | - | - | --- | --- | ---- |  | --------------------- | ----- | ----- | ----- | ----- |
| 1 | RK Celje    | 10  | 6 | 5 | 0 | 1 | 191 | 143 | 48   |  | RK Celje              |       | 35-27 | 34-19 | 33-23 |
| 2 | Ademar León | 8   | 6 | 4 | 0 | 2 | 179 | 160 | 19   |  | Ademar León           | 27-26 |       | 33-22 | 36-23 |
| 3 | IK Sävehof  | 6   | 6 | 3 | 0 | 3 | 156 | 180 | -24  |  | IK Sävehof            | 26-33 | 29-27 |       | 29-26 |
| 4 | Athinaïkós  | 0   | 6 | 0 | 0 | 6 | 145 | 188 | -43  |  | Athinaïkós            | 21-30 | 25-29 | 27-31 |       |

### Groupe C
|   | Équipe               | Pts | J | G | N | P | Bp  | Bc  | Diff |  | Résultats (dom.\ext.) |       |       |       |       |
| - | -------------------- | --- | - | - | - | - | --- | --- | ---- |  | --------------------- | ----- | ----- | ----- | ----- |
| 1 | Aarhus Håndbold      | 10  | 6 | 5 | 0 | 1 | 183 | 165 | 18   |  | Aarhus Håndbold       |       | 27-25 | 35-28 | 34-21 |
| 2 | Gorenje Velenje      | 8   | 6 | 4 | 0 | 2 | 202 | 149 | 53   |  | Gorenje Velenje       | 27-28 |       | 40-17 | 38-25 |
| 3 | SC Merano            | 4   | 6 | 2 | 0 | 4 | 166 | 204 | -38  |  | SC Merano             | 37-31 | 24-39 |       | 31-27 |
| 4 | Haukar Hafnarfjörður | 2   | 6 | 1 | 0 | 5 | 160 | 193 | -33  |  | Haukar Hafnarfjörður  | 27-28 | 28-33 | 32-29 |       |

### Groupe D
|   | Équipe               | Pts | J | G | N | P | Bp  | Bc  | Diff |  | Résultats (dom.\ext.) |       |       |       |       |
| - | -------------------- | --- | - | - | - | - | --- | --- | ---- |  | --------------------- | ----- | ----- | ----- | ----- |
| 1 | FC Barcelone         | 12  | 6 | 6 | 0 | 0 | 193 | 149 | 44   |  | FC Barcelone          |       | 27-20 | 34-27 | 38-27 |
| 2 | SC Pick Szeged       | 6   | 6 | 3 | 0 | 3 | 161 | 150 | 11   |  | SC Pick Szeged        | 26-28 |       | 36-28 | 35-22 |
| 3 | ZTR Zaporijia        | 3   | 6 | 1 | 1 | 4 | 160 | 174 | -14  |  | ZTR Zaporijia         | 22-31 | 22-24 |       | 32-20 |
| 4 | HRK Izviđač Ljubuški | 3   | 6 | 1 | 1 | 4 | 148 | 189 | -41  |  | HRK Izviđač Ljubuški  | 27-35 | 23-22 | 29-29 |       |

### Groupe E
|   | Équipe              | Pts | J | G | N | P | Bp  | Bc  | Diff |  | Résultats (dom.\ext.) |       |       |       |       |
| - | ------------------- | --- | - | - | - | - | --- | --- | ---- |  | --------------------- | ----- | ----- | ----- | ----- |
| 1 | THW Kiel            | 10  | 6 | 5 | 0 | 1 | 212 | 180 | 32   |  | THW Kiel              |       | 37-34 | 37-22 | 35-28 |
| 2 | Kolding IF Håndbold | 8   | 6 | 4 | 0 | 2 | 188 | 175 | 13   |  | Kolding IF Håndbold   | 33-35 |       | 38-29 | 29-28 |
| 3 | Wisła Płock         | 4   | 6 | 2 | 0 | 4 | 155 | 182 | -27  |  | Wisła Płock           | 32-31 | 19-25 |       | 31-23 |
| 4 | HC Meshkov Brest    | 2   | 6 | 1 | 0 | 5 | 165 | 183 | -18  |  | HC Meshkov Brest      | 31-37 | 27-29 | 28-22 |       |

### Groupe F
|   | Équipe           | Pts | J | G | N | P | Bp  | Bc  | Diff |  | Résultats (dom.\ext.) |       |       |       |       |
| - | ---------------- | --- | - | - | - | - | --- | --- | ---- |  | --------------------- | ----- | ----- | ----- | ----- |
| 1 | BM Ciudad Real   | 10  | 6 | 5 | 0 | 1 | 203 | 147 | 56   |  | BM Ciudad Real        |       | 34-23 | 39-24 | 40-17 |
| 2 | Veszprém KSE     | 10  | 6 | 5 | 0 | 1 | 206 | 165 | 41   |  | Veszprém KSE          | 31-29 |       | 42-25 | 37-27 |
| 3 | HT Tatran Prešov | 2   | 6 | 1 | 0 | 5 | 154 | 201 | -47  |  | HT Tatran Prešov      | 28-32 | 23-35 |       | 30-25 |
| 4 | Dinamo Bucarest  | 2   | 6 | 1 | 0 | 5 | 148 | 198 | -50  |  | Dinamo Bucarest       | 24-29 | 27-38 | 28-24 |       |

### Groupe G
|   | Équipe               | Pts | J | G | N | P | Bp  | Bc  | Diff |  | Résultats (dom.\ext.) |       |       |       |       |
| - | -------------------- | --- | - | - | - | - | --- | --- | ---- |  | --------------------- | ----- | ----- | ----- | ----- |
| 1 | Portland San Antonio | 10  | 6 | 5 | 0 | 1 | 208 | 155 | 53   |  | Portland San Antonio  |       | 31-15 | 31-22 | 33-18 |
| 2 | RK Zagreb            | 9   | 6 | 4 | 1 | 1 | 163 | 157 | 6    |  | RK Zagreb             | 24-20 |       | 30-23 | 37-13 |
| 3 | Kadetten Schaffhouse | 5   | 6 | 2 | 1 | 3 | 160 | 164 | -4   |  | Kadetten Schaffhouse  | 28-36 | 26-26 |       | 34-28 |
| 4 | RK Pelister Bitola   | 0   | 6 | 0 | 0 | 6 | 147 | 202 | -55  |  | RK Pelister Bitola    | 20-29 | 30-31 | 30-27 |       |

### Groupe H
|   | Équipe                 | Pts | J | G | N | P | Bp  | Bc  | Diff |  | Résultats (dom.\ext.)  |       |       |       |       |
| - | ---------------------- | --- | - | - | - | - | --- | --- | ---- |  | ---------------------- | ----- | ----- | ----- | ----- |
| 1 | SG Flensburg-Handewitt | 10  | 6 | 5 | 0 | 1 | 208 | 155 | 53   |  | SG Flensburg-Handewitt |       | 37-24 | 35-28 | 39-22 |
| 2 | Paris Handball         | 9   | 6 | 4 | 1 | 1 | 163 | 157 | 6    |  | Paris Handball         | 33-31 |       | 21-18 | 32-23 |
| 3 | HC Baník Karviná       | 5   | 6 | 2 | 1 | 3 | 160 | 164 | -4   |  | HC Baník Karviná       | 22-28 | 26-26 |       | 31-26 |
| 4 | Granitas Kaunas        | 0   | 6 | 0 | 0 | 6 | 147 | 202 | -55  |  | Granitas Kaunas        | 26-38 | 22-27 | 28-35 |       |

## Phase finale
| \| Montpellier Veszprém Szeged Celje Kiel Ciudad Real Barcelone Kolding Pampelune Flensburg Zagreb Paris Aarhus Magdebourg León Velenje \| Localisation des équipes en phase finale. |
| Montpellier Veszprém Szeged Celje Kiel Ciudad Real Barcelone Kolding Pampelune Flensburg Zagreb Paris Aarhus Magdebourg León Velenje                                                 |

### Qualification et tirage au sort
Les huit premiers ainsi que les huit deuxièmes de chaque groupe participent à la phase finale, qui débute par les huitième de finale. Les équipes se trouvant dans le Chapeau 1 tomberont face aux équipes du Chapeau 2 et à notez que celle-ci reçoivent au match aller.

### Composition des chapeaux
Les chapeaux sont réalisés simplement en prenant le classement des seize équipes dans leur groupe respectif.
| Chapeau 1              | Chapeau 2           |
| ---------------------- | ------------------- |
| Montpellier Handball   | SC Magdebourg       |
| RK Celje               | Ademar León         |
| Aarhus Håndbold        | Gorenje Velenje     |
| FC Barcelone           | SC Pick Szeged      |
| THW Kiel               | Kolding IF Håndbold |
| BM Ciudad Real         | Veszprém KSE        |
| Portland San Antonio   | RK Zagreb           |
| SG Flensburg-Handewitt | Paris Handball      |

### Huitièmes de finale
| Équipe 1            | Équipe 2               | Aller           | Retour           | Total    |
| ------------------- | ---------------------- | --------------- | ---------------- | -------- |
| Kolding IF Håndbold | RK Celje               | 4 décembre 2005 | 10 décembre 2005 | 63 – 65  |
| Kolding IF Håndbold | RK Celje               | 33 - 34         | 30 - 31          | 63 – 65  |
| SC Magdebourg       | FC Barcelone           | 4 décembre 2005 | 10 décembre 2005 | 47 - 53  |
| SC Magdebourg       | FC Barcelone           | 24 - 26         | 23 - 27          | 47 - 53  |
| RK Zagreb           | SG Flensburg-Handewitt | 4 décembre 2005 | 10 décembre 2005 | 49 – 51  |
| RK Zagreb           | SG Flensburg-Handewitt | 25 - 23         | 24 - 28          | 49 – 51  |
| SC Pick Szeged      | BM Ciudad Real         | 6 décembre 2005 | 11 décembre 2005 | 58 – 68  |
| SC Pick Szeged      | BM Ciudad Real         | 31 - 32         | 27 - 36          | 58 – 68  |
| Ademar León         | Portland San Antonio   | 3 décembre 2005 | 10 décembre 2005 | 53 – 53* |
| Ademar León         | Portland San Antonio   | 31 - 26         | 22 - 27          | 53 – 53* |
| Gorenje Velenje     | Montpellier Handball   | 3 décembre 2005 | 11 décembre 2005 | 54 - 55  |
| Gorenje Velenje     | Montpellier Handball   | 26 - 22         | 28 - 33          | 54 - 55  |
| Veszprém KSE        | Aarhus Håndbold        | 3 décembre 2005 | 10 décembre 2005 | 61 - 49  |
| Veszprém KSE        | Aarhus Håndbold        | 30 - 21         | 31 - 28          | 61 - 49  |
| Paris Handball      | THW Kiel               | 4 décembre 2005 | 10 décembre 2005 | 49 – 72  |
| Paris Handball      | THW Kiel               | 21 - 28         | 28 - 44          | 49 – 72  |

* Portland San Antonio qualifié aux dépens du Ademar León selon la règle du nombre de buts marqués à l'extérieur (26 contre 22).

### Quarts de finale
| Équipe 1             | Équipe 2               | Aller           | Retour      | Total   |
| -------------------- | ---------------------- | --------------- | ----------- | ------- |
| BM Ciudad Real       | RK Celje               | 26 février 2006 | 4 mars 2006 | 67 - 55 |
| BM Ciudad Real       | RK Celje               | 34 - 27         | 33 - 28     | 67 - 55 |
| Portland San Antonio | FC Barcelone           | 25 février 2006 | 4 mars 2006 | 48 - 47 |
| Portland San Antonio | FC Barcelone           | 25 - 21         | 23 - 26     | 48 - 47 |
| THW Kiel             | SG Flensburg-Handewitt | 28 février 2006 | 4 mars 2006 | 62 - 64 |
| THW Kiel             | SG Flensburg-Handewitt | 28 - 32         | 34 - 32     | 62 - 64 |
| Montpellier Handball | Veszprém KSE           | 26 février 2006 | 4 mars 2006 | 45 - 48 |
| Montpellier Handball | Veszprém KSE           | 23 - 21         | 22 - 27     | 45 - 48 |

### Demi-finales
| Équipe 1       | Équipe 2               | Aller        | Retour         | Total   |
| -------------- | ---------------------- | ------------ | -------------- | ------- |
| BM Ciudad Real | SG Flensburg-Handewitt | 26 mars 2006 | 1er avril 2006 | 60 - 49 |
| BM Ciudad Real | SG Flensburg-Handewitt | 31 - 22      | 29 - 27        | 60 - 49 |
| Veszprém KSE   | Portland San Antonio   | 26 mars 2006 | 1er avril 2006 | 58 - 59 |
| Veszprém KSE   | Portland San Antonio   | 29 - 27      | 29 - 32        | 58 - 59 |

### Finale
Le club espagnol du BM Ciudad Real remporte son premier titre en s'imposant 62 à 47 face au club espagnol du Portland San Antonio.
Finale aller
| 22 avril 2006 18h00 | Portland San Antonio | 19 – 25  | BM Ciudad Real         | Pampelune, Espagne Affluence : 3 300 Arbitrage : Ivan Dolejs, Vaclav Kohout |
| 22 avril 2006 18h00 | Albert Rocas 5       | (6 - 11) | Džomba et Stefánsson 5 | Pampelune, Espagne Affluence : 3 300 Arbitrage : Ivan Dolejs, Vaclav Kohout |
| 22 avril 2006 18h00 | ×3 ×5                | Rapport  | ×3 ×8                  | Pampelune, Espagne Affluence : 3 300 Arbitrage : Ivan Dolejs, Vaclav Kohout |

Finale retour
| 30 avril 2006 18h30 | BM Ciudad Real        | 37 – 28   | Portland San Antonio | Ciudad Real, Espagne Affluence : 5 500 Arbitrage : Peter Hansson, Peter Olsson |

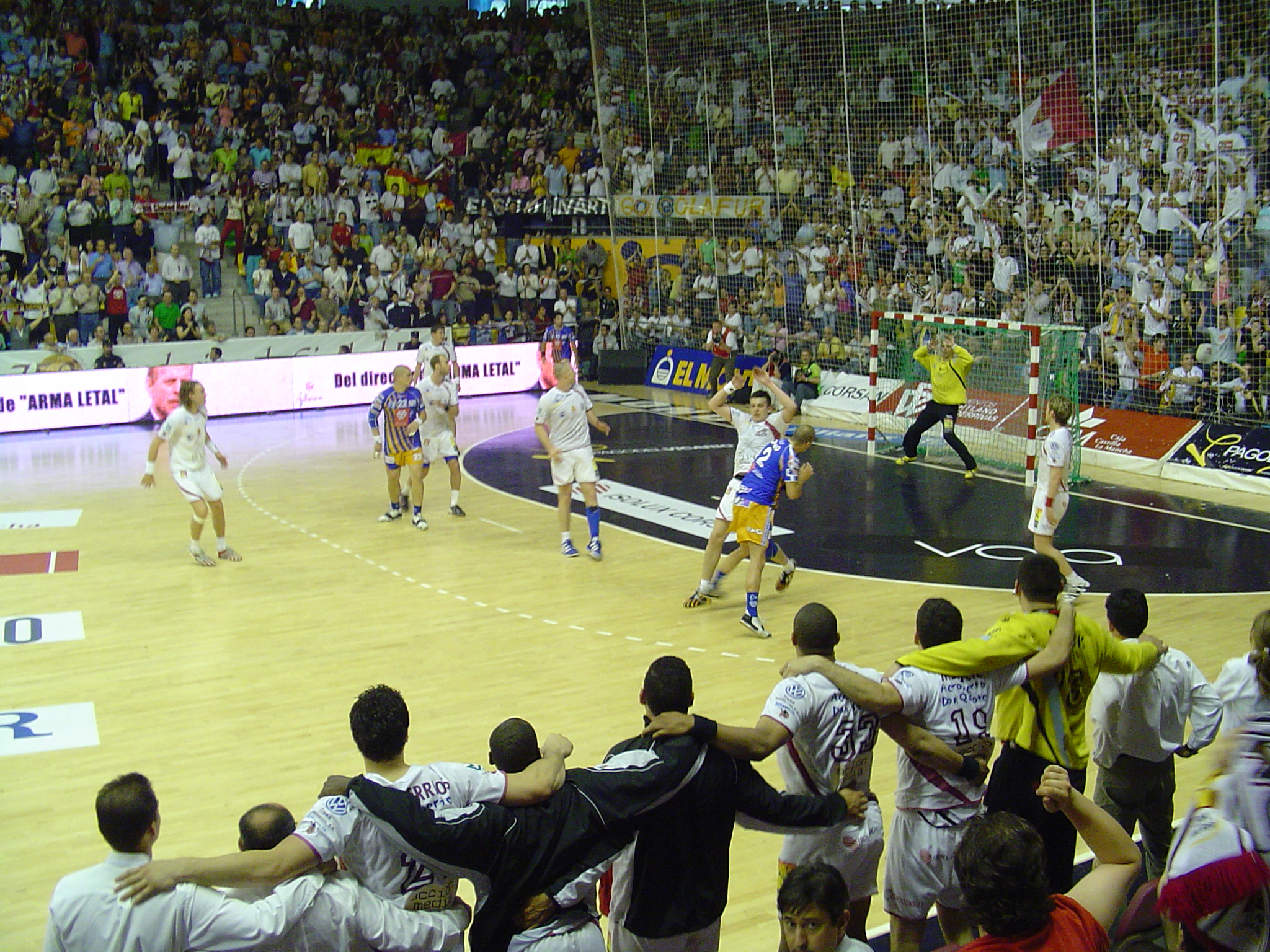
Les joueurs du BM Ciudad Real prêts à exulter lors de la finale retour.

| 30 avril 2006 18h30 | Stefánsson et Uríos 7 | (21 - 11) | Boesen et Carvajal 5 | Ciudad Real, Espagne Affluence : 5 500 Arbitrage : Peter Hansson, Peter Olsson |
| 30 avril 2006 18h30 | ×3                    | Rapport   | ×3                   | Ciudad Real, Espagne Affluence : 5 500 Arbitrage : Peter Hansson, Peter Olsson |

## Le champion d'Europe
| Champion d'Europe EHF Ligue des Champions 2005-2006 BM Ciudad Real 1er titre |

L'effectif du BM Ciudad Real, champion d'Europe 2005-2006 était :

## Statistiques
Les meilleurs buteurs sont :
| Rang | Joueur            | Poste | Équipe               | Matchs | Buts | Moy. |
| ---- | ----------------- | ----- | -------------------- | ------ | ---- | ---- |
| 1    | Kiril Lazarov     | (ARD) | Veszprém KSE         | 12     | 85   | 7,1  |
| 2    | Édouard Kokcharov | (ALG) | RK Celje             | 10     | 78   | 7,8  |
| 3    | Mirza Džomba      | (ALD) | BM Ciudad Real       | 13     | 73   | 5,6  |
| 4    | Wissem Hmam       | (ARG) | Montpellier Handball | 10     | 70   | 7,0  |
| 5    | Albert Rocas      | (ALD) | Portland San Antonio | 14     | 69   | 4,9  |
| 6    | Siarhei Rutenka   | (ARG) | BM Ciudad Real       | 13     | 67   | 5,2  |
| 7    | Momir Ilić        | (ARG) | Gorenje Velenje      | 8      | 65   | 8,1  |
| 8    | Vedran Zrnić      | (ALD) | Gorenje Velenje      | 8      | 63   | 7,9  |
| 9    | Bo Spellerberg    | (DC)  | Kolding IF Håndbold  | 8      | 61   | 7,6  |
| 10   | Rolando Uríos     | (P)   | BM Ciudad Real       | 14     | 58   | 4,1  |